# Louis-Georges-Firmin Demol
Louis-Georges-Firmin Demol CICM (* 8. Juni 1885 in Winnezeele, Frankreich; † 2. Juli 1969) war ein französischer römisch-katholischer Ordensgeistlicher und Apostolischer Vikar von Ober-Kasaï.

## Leben
Louis-Georges-Firmin Demol trat der Ordensgemeinschaft der Kongregation vom Unbefleckten Herzen Mariens bei und empfing am 17. Juli 1910 das Sakrament der Priesterweihe.
Am 27. Januar 1936 ernannte ihn Papst Pius XI. zum Titularbischof von Vescera und zum Koadjutorvikar von Ober-Kasaï. Der Apostolische Delegat in Belgisch-Kongo, Erzbischof Giovanni Battista Dellepiane, spendete ihm am 26. Juli 1937 die Bischofsweihe; Mitkonsekratoren waren der Apostolische Vikar von Lulua, Camille Valentin Stappers OFM, und der Apostolische Vikar von Ober-Kasaï, Auguste Declercq CICM. Am 29. Oktober 1938 wurde Demol in Nachfolge des zurückgetretenen Auguste Declercq Apostolischer Vikar von Ober-Kasaï.
Louis-Georges-Firmin Demol trat im Dezember 1947 als Apostolischer Vikar von Ober-Kasaï zurück.